# Stanley Février
Pour les articles homonymes, voir Février (homonymie).
Stanley Février est un artiste plasticien canadien né en 1976 à Haïti.

## Biographie
Stanley Février naît à Port-au-Prince en 1976. Il vit et travaille à Longueuil et Montréal, au Québec, depuis 1988. Il utilise la sculpture, la photographie, l'installation, l'écriture, l'art en ligne, le dessin, la vidéo, les archives et la performance,. Ses œuvres sont présentées dans le cadre d'expositions, d'installations engagées, comme PAJSA (2019) à l'ATSA, et d'événements participatifs, comme Strange Fruit (2018) à l'Arsenal.    
Sans formation artistique formelle, il commence la photographie en 2007, après sa rencontre avec l'artiste Albena Karasko. Il s'éloigne de ce médium en 2009 pour développer une pratique plus expérimentale basée sur le PhotoScan, des installations et des assemblages. Il réalise une série de numérisations dans lesquelles il met en scène des œufs, une poule, un poussin et son fils de trois ans. Les matériaux fragiles, tels que les œufs, la céramique ou le plâtre, renvoient au pouvoir de déconstruction et de transformation. À la suite de la création de son installation la revenge des miettes, il affirme appartenir au mouvement Arte Povera. À partir de 2014, après avoir été travailleur social, il se consacre entièrement à sa carrière d'artiste. En 2018, il obtient une maîtrise en arts visuels et médiatiques de l'Université du Québec à Montréal, à la suite de laquelle il se définit toujours comme artiste autodidacte. Son mémoire de maîtrise, Analyse de la collection du Musée d'art contemporain de Montréal à partir du critère de la diversité ethnoculturelle transposée dans une installation, témoigne de sa réflexion critique sur les institutions muséales et les politiques gouvernementales qui motive une partie de sa démarche artistique. En 2018, il utilise les résultats des acquisitions d’œuvres inscrites dans les rapports annuels du Musée d'art contemporain de Montréal (MACM) pour son exposition An Invisible Minority présentée à Artexte,. L’oeuvre  An Invisible Minority, est acquise par le Musée d'art contemporain de Montréal (MACM) en 2022.   
En 2019, Stanley Février organise une action militante collective au MACM dans le but de revendiquer une meilleure répartition des pouvoirs ainsi qu'une plus grande représentativité des artistes discriminés,. Conjointement à cette action, il lance le projet participatif L'invisible se multiplie (2018), l’œuvre numérique mac-i.com associée à une institution muséale fictive qui s'apparente au MACM.
En 2020, il participe à des épisodes de l'émission L'espace de l'art, diffusée sur les ondes de Savoir média.  
Stanley Février est récipiendaire de bourses du Conseil des arts du Canada, du Conseil des arts et des lettres du Québec, du Conseil des arts de Longueuil et du Conseil des arts de Montréal.

## Analyse
La production artistique de Stanley Février aborde des enjeux sociaux touchant, entre autres, aux fusillades, à la pollution ou au pouvoir des institutions,. Il utilise l’art comme moyen de changement social et dévoile les inégalités présentes dans les sociétés occidentales, tel que le rapport entre le travail et l'esclavage mis en lumière dans l’œuvre Strange Fruit (2018). Il affirme la valeur de la vie dans les œuvres qui font référence à des tragédies contemporaines, comme PAJSA, une installation engagée réalisée avec Sophie Cabot et Michaëlle Sergile dans le but de sensibiliser les visiteurs à la situation précaire des femmes accouchant en Haïti, ou America... en toute impunité (2019) à propos de la violence policière. Ses installations, performances et projets participatifs placent les membres du public au centre de l’œuvre. Il les invite à participer comme acteurs de l'histoire, à se repolitiser face à sa construction, puis à faire un retour sur leur rôle dans leur propre histoire,. 

## Œuvres (sélection)
- Deux par deux, Ensemble, Musée des Beaux-Arts de Montréal, 2024
- Tubercule : le cri de la chair, Hangar, Montréal, 2024
- Hurlement, galerie Blouin/Division, Montréal, Montréal, 2023
- Menm vye tintin. Les vies possibles, Centre d’Exposition de l’université de Montréal, 2023
- Sobey Price: La fin d'un monde, Musée des Beaux-Arts d'Ottawa, 2022
- Viva l’Artista, Musée des Beaux-Arts de Montréal, 2022
- Ëtre humain, est-ce un mal(e) absolu, Centre EXPRESSION, Ste-Hyacinthe, 2022
- Menm vye tintin & Les vies impossibles, Musée National des Beaux-Arts du Québec, 2021-2022
- Les vies possibles, Musée d’art contemporain des Laurentides, 2021-2022
- Musée d’Art Actuel/Département des Invisibles, Œuvre web, Galerie de l’UQAM, 2021
- MAADI, Installation, Université de Sherbrooke Longueuil, 2020
- It’s Happening Now, Musée d’art contemporain de Montréal, Québec, Canada, 2019
- Must they also be god, Flux Factory, Long Island, États-Unis, 2019
- En Bragas, Escuela di Arti i Superior de Ceramica, Valence, Espagne, 2019
- I hope I’m not dreaming, Performance, Epoch Art Museum, Wenzhou, Chine, 2018
- Armée indigène, (Infiltration) Musée des beaux-arts de Montréal, Québec, Canada, 2018
- Noir de service, (Infiltration) Musée d’art contemporain de Montréal, Québec, Canada, 2018
- La chambre qui cache ce que j’habite, Cégep du Vieux-Montréal, Montréal, Québec, Canada, 2018
- Color Of State, Installation, Sommet mondial du design, Montréal, Québec, Canada, 2017
- Tout Va Bien, Gallery Lluc Fluxà, Palma Mallorca, Spain, 2017
- Mondialisation, Installation Parc St-Mark & Vieux presbytère, Longueuil, Québec, Canada, 2016
- Hay No Es Mi Mundo, Centre d’artistes Sant Marc, Sineu Mallorca Espagne, 2016
- Waves, Galerie Art Mûr, Montréal, Québec, Canada, 2016
- Coquilles, Performance, International Multimedial Art Festival-Novi Sad, Serbie, 2016
- Silent Rain, Performance, International Multimedial Art Festival-Odzaci, Serbie, 2016
- Under colour of the State II, Musée d’art contemporain Sofia Arsenal, Sofia, Bulgaria, 2015
- Les irrésolu-e-s, Installation, Saltillo Contemporary Art Festival, Mexico, 2015
- Under colour of the State I, Tram Depot Water Tower Fest, Sofia, Bulgarie, 2015
- The way, Tianjin Academy of Fine Art, Beijing Art Tour 2, Beijing, Chine, 2015
- TWhat else’s, Museum of Contemporary Art in NewHow, Shenzhen-Beijing Art Tour 2, Chine, 2015

## Distinctions
- 2022 : Finaliste - Prix artistique Sobey[16]
- 2020 : Prix de l'artiste en arts visuels du Gala Dynastie
- 2020 : Prix en art actuel du Musée national des beaux-arts du Québec[17],[18]
- 2012-2024 : Bourse du conseil des arts et des lettres du Québec, conseil des arts du Canada, de Longueuil et de Montréal

## Collections
- Musée national des beaux-arts du Québec : sculpture cette chair (2017-2019)[19],[20],[21]
- Ville de Longueuil : photographie de la série Le travail d'Hercule No.15  (2014)[22]
- Musée des beaux-arts de Montréal : sculpture  YES, WE LOVE YOU (2017-2020)[23]
- Musée d’art contemporain des Laurentides (MACLAU)
- Musée d’art contemporain de Montréal (MACM)
- Confederation Art Center
- Privée

## Expositions

### Individuelles
- 2022: Sobey Price: La fin d'un monde, Musée des Beaux-Arts d'Ottawa, Canada
- 2022: Ëtre humain, est-ce un mal(e) absolu, Centre EXPRESSION, Ste-Hyacinthe
- 2022: MAADI: Viva l’Artista, Musée des Beaux-Arts de Montréal
- 2021-2022 : Stanley Février. MENM VYÉ TINTIN, Musée national des beaux-arts du Québec, 2 décembre au 16 octobre 2022[24]
- 2021-2022:  Les vies possibles, Musée d’art contemporain des Laurentides
- 2021:  Musée d’Art Actuel/Département des Invisibles (MAADI), Œuvre web, Galerie de l’UQAM
- 2020:  Musée d’Art Actuel/Département des Invisibles (MAADI), Installation, Université de Sherbrooke Longueuil
- 2019 : America... en toute impunité, Maison de la culture de Longueuil, Montréal, 2 février au 24 mars[25],[26],[3]
- 2019 : Color Of State, Studios Éphémères, Longueuil, Québec, Canada[27]
- 2018 : An Invisible Minority, Artexte, Montréal, 24 au 27 janvier[7]
- 2018 : Strange Fruit, Installation/Performance, Arsenal, Montréal, Québec, Canada
- 2016 : S.O.S., CDEX - Centre de diffusion et d’expérimentation - Montréal, Québec, Canada
- 2015 : Elektrokardiogram, Galerie Art Mûr, Montreal, Québec, Canada[1]
- 2012 : L’ombre des doutes II, (moi.moi duo), Jork Kalkreuter Gallery, Hamburg, Allemagne
- 2008 : Négritude, Centre des arts holistiques, Paris, 16 au 29 février

### Collectives
- 2021 : Être au monde, VU Photo, Québec[28]
- 2019 : D'où venons-nous? Que sommes-nous? Où allons-nous?, Musée national des beaux-arts du Québec, 15 novembre 2018 au 12 novembre 2019[29].
- 2019 : PASAJ, événement Quand l'art passe à l'action (ATSA), Montréal, 9-12 mai[15].
- 2019 : Over My Black Body avec Nakeya Brown, Marilou Craft, Erika DeFreitas, Amartey Golding, Manuel Mathieu, Chloé Savoie-Bernard, Galerie de l'UQAM, Montréal, 17 mai au 22 juin[30],[31].
- 2018 : Transition, Musée des maîtres et artisans du Québec, Montréal, 21 juin au 22 juillet.
- 2018 : Labor Improbus, Festival d'art contemporain 10e edition - Art souterrain, Arsenal, Montréal, 3 mars au 7 avril[4].
- 2016 : Nul p’art ailleurs, TOHU, Montréal, Québec, Canada
- 2015 : La sécurité, que reste-t-il de nos espaces de liberté?, Festival d'art contemporain 7e édition - Art souterrain, Montréal, 28 février au 15 mars[32],[27].
- 2015 : Les doigts voyageurs (hommage à Oliver Jones), Espace Culturel Georges-Emile-Lapalme de la Place des Arts, Montréal, 3 avril au 17 mai.
- 2014 : Haïti, ma mémoire avec Anthony Benoît et Ralph Maingrette, Galerie Fabienne Rhein, Montréal, Québec, Canada[33],[34]
- 2011 : El Encuentros/Valijas digitales, EAO Gallery, Shenkman Arts Centre, Ottawa, Canada